# Monashova univerzita
Monashova univerzita (anglicky: Monash University) je veřejná výzkumná univerzita sídlící v australském městě Melbourne, ve státě Victoria. Byla založena v roce 1958 a byla pojmenována podle australského vejenského velitele v první světové válce Johna Monashe. Navzdory své relativně krátké existenci si univerzita vydobyla značnou prestiž, a to i v mezinárodním srovnání - Podle QS World University Rankings 2025 jde o 37. nejkvalitnější vysokou školu na světě a 5. nejkvalitnější v Austrálii. Univerzita je známa svým mezinárodním zaměřením: Čtyři hlavní kampusy jsou sice ve Victorii (Clayton, Caulfield, Peninsula a Parkville), ale další jsou v Malajsii a Indonésii, výzkumné a výukové centrum má univerzita také v italském Pratu, postgraduální výzkumnou školu v indické Bombaji, postgraduální školy v čínském Su-čou a v indonéském Tangerangu. Kurzy jsou poskytovány také na jiných místech, včetně Jihoafrické republiky. V rámci univerzity pracuje 100 výzkumných ústavů. V roce 2023 na univerzitě studovalo přes 86 tisíc studentů.